# San Pablo (San Pablo)
Pour les articles homonymes, voir San Pablo.
San Pablo est la capitale de la paroisse civile de San Pablo de la municipalité de Juan Manuel Cajigal dans l'État d'Anzoátegui au Venezuela.